# Borreliose
Borreliose er en sygdom, som skyldes angreb af en bakterie i Borrelia-slægten. Bakterien findes bl.a. hos hjortevildt, myg og flåter. Den overføres til mennesker ved bid af skovflåt, sandsynligvis også fra myg, og den er fundet hos aborterede fostre. Den kan bl.a. føre til lammelser, hjerteforstyrrelser, kronisk træthed, encefalopati og nerveskader generelt.

## Symptomer
Inkubationstiden er mellem 8 dage og 3 måneder. Ved det første stadie (4–6 uger) dannes der i nogle tilfælde en rødlig ring omkring stikstedet. Dette heles i nogle tilfælde af sig selv i løbet af nogle måneder. Der vil opstå en influenzalignende periode med træthed, feber, hovedpine, hævede lymfekirtler, ledsmerter, nakke-rygsmerter, muskelsmerter osv. Under stadie 2 (op til 6 måneder) kan der være meningitisagtige symptomer og muskel- og nervelammelser med svigt af finmotorikken. Der kan også opstå kroniske ændringer i huden og sygdom i lymfesystemet.
Går man længe med sygdommen, før behandling iværksættes, kan man opleve, at symptomerne ikke helt forsvinder. Nogle lægger mærke til det klassiske borrelia-udslæt (erythema migrans), en rød ring eller et rødt mærke, der i løbet af nogle dage eller uger vokser og spreder sig flere cm fra bidstedet. Men mere end halvdelen af dem, der får påvist neuroborreliose, har ikke haft - eller ikke lagt mærke til - noget udslæt. Ved neuroborreliose er de almindeligste symptomer dybe, brændende eller stikkende smerter strålende ud i arme eller ben, eller som et bælte omkring mave eller bryst. Smerterne flytter lidt på sig. Det er en type smerter, de fleste ikke tidligere har oplevet, og mange får en betydelig forværring om natten, så de får problemer med at sove. Nogle gange misopfattes smerterne som helvedesild eller ischias. Pletvis overfølsomhed i huden er ret almindeligt. Hos børn optræder ofte lammelse af ansigtsmuskulatur, sammen med langvarig hovedpine og træthed. Mange får også lidt feber. Når borrelia giver ledplager, er det klassisk, at et led - som regel et knæ - bliver rødt og ophovnet. 

## Behandling
Behandlingen af sygdommen vil ske med antibiotika. Der skal tages højde for, at bakterien danner biofilm og "Round Bodies". Dog skal der være tale om en klinisk vurdering på baggrund af symptomer, så diagnosen også kan stilles på trods af negativ serologi. Der ses ikke altid stigning i leukocytter og CRP. Ved mistanke om sygdommen bør co-infektioner som eks. Babesia, Bartonella og Rickettsia inkluderes i behandlingen. Bemærk, at der forekommer flere hundrede arter af diverse vektorbårne sygdomme, der ikke testes for med SSI's ELISA-tests.

## Udbredelse
I Europa diagnostiseres sygdommen i flere end 65.000 tilfælde om året. I 2009 var der i USA rapporteret 30.000 tilfælde af borreliose, "Lyme disease".  I september 2013 ændrede CDC estimatet af årlige infektioner til ca 300.000.
Bakterien ligger i dvale i skovflåtens tarm. Den vågner, når flåten begynder at suge blod. Før den kan smitte et menneske, må den vandre fra flåtens tarm til flåtens spytkirtel; og dertil ændre camouflagen på sin overflade, så den kan narre vores immunsystem. Denne proces tager omkring et døgn. At en skovflåt bider sig fast, er altså ufarligt, så længe den fjernes inden et døgn. Bakterien er tilpasset fugle og gnavere, og formerer sig derfor i deres blod. Får og kvæg er derimod ikke tilpasset Borrelia-bakterien, som derfor ikke kan formere sig i deres blod. Så længe der er rigeligt af får og kvæg, vil de fleste skovflåt ernære sig på disse, og bakterien får ingen større spredning. Men i områder uden disse dyr genoprettes den effektive smittecyklus. Mennesker er en endnu dårligere vært for bakterien end får; i vores blod trives den dårligt. Derfor er det også usandsynligt, at Borrelia-bakterien kan udvikle antibiotikaresistens, fordi dette skyldes, at at bakterien gentagne gange udsættes for antibiotika, så der udvikles modstandsdygtige varianter. En Borrelia-bakterie som udsættes for antibiotika i et menneske, kan ikke komme videre og dermed heller ikke sprede smitten. 